# Afecte
L'afecte és el sentiment d'estimació i lligam cap a altres. Es pot sentir afecte cap a persones, animals, vegetals, objectes, projectes, llocs. Els afectes poden ser socials o sexuals. A les persones, existeix una àmplia diversitat d'afinitats sexuals i afectives.

Els afectes constitueixen una de les dimensions essencials de la ment, juntament amb la cognició i la voluntat o el conjunt de desitjos, aspiracions i intencions. Aquestes s'afecten mútuament, per exemple una emoció pot condicionar una decisió presa racionalment (es considera un tipus de biaix cognitiu) i una construcció racional, segons com es faci, pot provocar una emoció o una altra.

## Neurobiologia de l'afecte

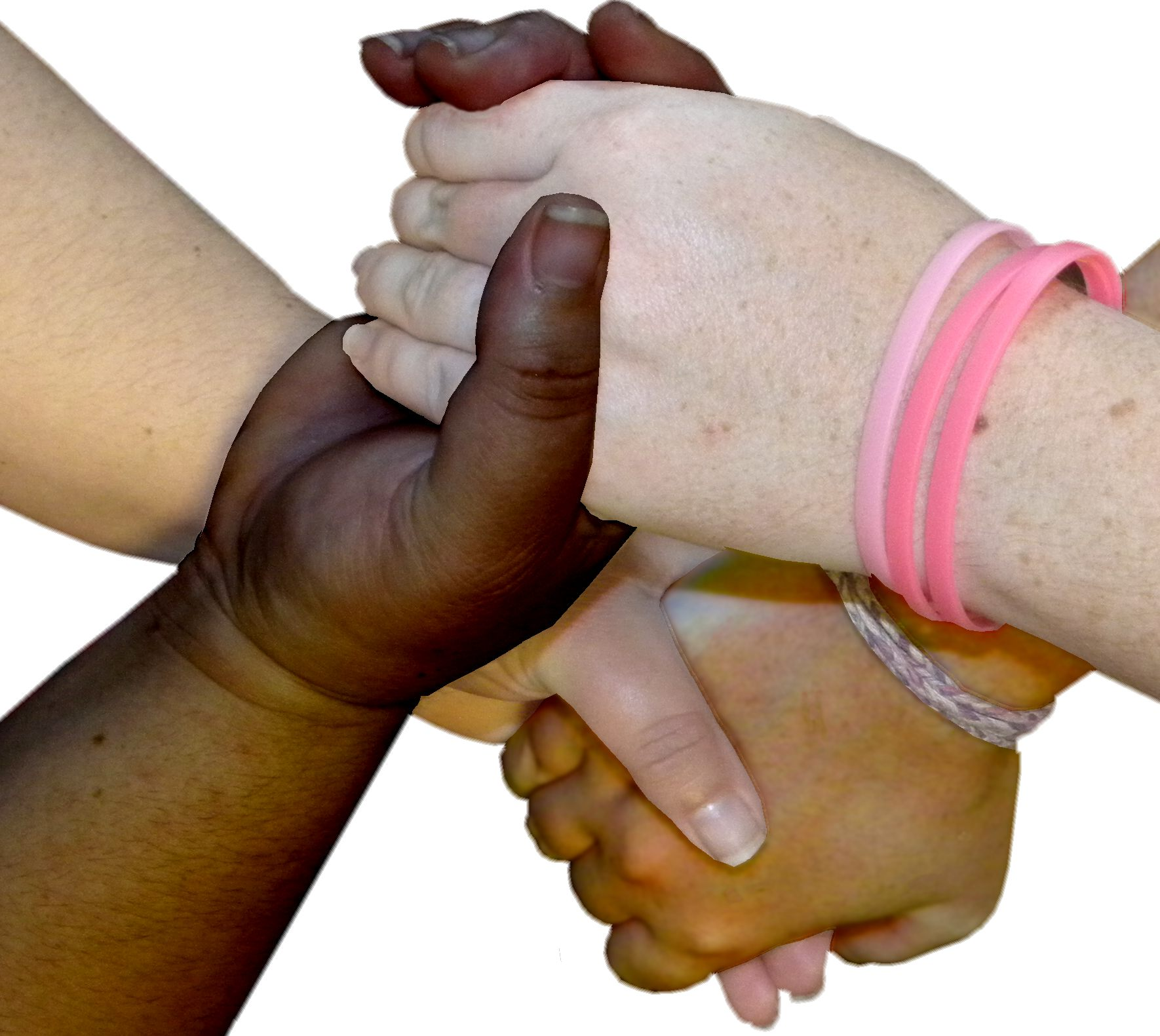
Donar-se la mà pot ser un gest de concòrdia i afecte

La neurobiologia estudia la relació entre l'afecte i l'organisme i com afecta altres processos del pensament o del comportament humà. Segons aquesta, l'afecte es localitza al sistema límbic del cervell i hi prenen part les següents parts d'aquest òrgan: amígdala (produeix emocions com a resposta a estímuls); còrtex prefrontal (anticipa conseqüències de la conducta i regula la manifestació de l'afecte); còrtex anterior (regula l'atenció); nucli estriat (regula els objectius i intencions) i còrtex insular (connecta l'afecte amb el cos).

## Teories psiquiàtriques i psicològiques
En alguns corrents de la psicologia, l'afecte esdevé sinònim d'impuls emotiu, tot i que l'ús comú el reserven per a una emoció similar a l'amor però amb intensitat variable. Segons Sigmund Freud, l'ésser humà està controlat per dos passions o instints essencials: l'afecte (eros) i l'agressivitat (thanatos). Segons la seva opinió, l'afecte és responsable de conductes com l'altruisme, l'amistat, la sexualitat i tots aquells actes que uneixen la persona amb els altres, enfront dels instints agressius que la separen o trenquen el vincle.
La psiquiatria considera que hi ha malalties mentals relacionades amb l'afecte, sigui perquè se sent en excés, perquè no es manifesta determinada emoció o perquè es canalitza malament un sentiment, al propi interior o en la relació amb els altres. Postula que, per a ella, les més comunes són: depressió, distímia, trastorn bipolar, TDAH, dismòrfia corporal, fibromiàlgia, trastorn d'ansietat i fòbia social.
D'altra banda, Teresa Cabruja entre d'altres autors alerten de la psicopatologització que fan la psicologia, la psiquiatria i "altres 'psi'" en algunes cultures, com l'occidental actual, sobre els afectes, les afinitats afectives, la manera de viure-les i la pròpia identitat, quan aquestes no responen exactament als cànons imposats per la ideologia del poder dominant.

## Algunes classificacions d'afectes
Henry Murray considera que la personalitat de l'individu s'estructura en objectius, pressions i necessitats psicològiques d'afecte. Aquestes es poden classificar en cinc grans tipus: d'afiliació (sentir-se part d'un grup), de cria (poder cuidar algú altre), de joc (poder passar-ho bé amb altres, necessitat d'entreteniment social), de rebuig (poder apartar les persones capaces d'amenaçar el propi jo) i de seguretat.
Segons Antonio Damasio els afectes comprenen quatre estadis, que van des de la reacció instintiva al sentiment complex, passant pels dos pols d'agradable i desagradable (concepció que és hereva de Baruch Spinoza), és a dir, l'afecte és el conjunt de reaccions dels subjecte amb els altres que inclouen les emocions, les respostes no racionals als estímuls i la codificació intel·lectual del que s'experimenta, amb una valoració de si és quelcom positiu o negatiu.